# Автолокомотив (футбольний клуб)
Футбольний клуб «Автолокомотив» — український аматорський футбольний і футзальний клуб з Южноукраїнська Миколаївської області, заснований у 2006 році. Виступає у Чемпіонаті та Кубку Миколаївської області. Домашні матчі приймає на стадіоні «Олімп». 
В сезоні 2020/21 виступав в першій лізі України з футзалу.

## Досягнення
- Чемпіонат Миколаївської області
  - Бронзовий призер: 2014, 2016, 2017
- Кубок Миколаївської області
  - Володар: 2015
- Суперкубок Миколаївської області
  - Фіналіст: 2015.